# 暮海情深
《暮海情深》，是Star Hunter Entertainment製作的泰國同志愛情劇，劇情改編自作家Rosesarin的網絡同名小說。由帕努瓦特·索普拉迪（Mos）與蒙拓普·赫姆坦（Bank）領銜主演。此劇於2024年6月15日起每周六晚11時正在One 31電視台播出。
《暮海情深》特別篇於9月13日在愛奇藝上映。

## 劇情簡介
自Salin懂事以來，他都會在每個月圓之夜夢見一個身著傳統服飾的男人。可隨著Salin十八歲生日將至，夢中的男人卻在某天突然消失。直到Salin在一家公司實習時遇到執行長Sun，而他正是與Salin渡過無數夜夢的那人。

## 演員陣容

### 主要人物
- 帕努瓦特·索普拉迪（Mos）飾演 Sun
- 蒙拓普·赫姆坦（Bank）飾演 Salin

### 其他人物
- 瓦塔拉農·西杜安（Pete）飾演 Yotha
- 特查帕·平拉（Tenon）飾演 Sam
- 卡蒙拉錫·生冼（Lookkaew）飾演 Pimnaphat
- 阿南塔·蒂維拉特（Anda）飾演 Primlada
- 鮑文·康紐迪（Fong）飾演 Park
- 拉塔薩特·布特旺（JJ）飾演 Phong

## 劇集原聲帶
| 《暮海情深》劇集原聲帶 | 《暮海情深》劇集原聲帶 | 《暮海情深》劇集原聲帶 | 《暮海情深》劇集原聲帶 |
| 曲序                   | 曲目                   | 歌手                   | 时长                   |
| ---------------------- | ---------------------- | ---------------------- | ---------------------- |
| 1.                     | Pink Sea               | 蒙拓普·赫姆坦          | 3:55                   |

## 外部連結
- MyDramaList劇集介紹及劇評
- 豆瓣电影上《暮海情深》的資料 （简体中文）
- YouTube上的Star Hunter Entertainment《暮海情深》播放列表（泰文）